# Neurigona chetitarsa
Neurigona chetitarsa är en tvåvingeart som beskrevs av Octave Parent 1926. Neurigona chetitarsa ingår i släktet Neurigona och familjen styltflugor. Inga underarter finns listade i Catalogue of Life.